# Fort Resolution
Fort Resolution é um hamlet na região de South Slave dos Territórios do Noroeste, no Canadá.